# Lady Susan
Lady Susan är en kortroman av Jane Austen. Romanen skrevs 1794 men publicerades långt senare, först 1871. På svenska utkom den 1993 i översättning av Eva Liljegren.
Lady Susan skiljer sig från Austens andra romaner genom att den är en brevroman. Romanen består av 41 brev och en avslutning. Huvudpersonen lady Susan skiljer sig också från Austens övriga huvudpersoner genom att vara osympatisk och amoralisk. Lady Susan är vacker, charmerande och intelligent och charmar också de flesta män. Men i hennes brev till den likasinnade väninnan, Alicia Johnson, avslöjas hennes verkliga känslor.

## Huvudpersoner
- Lady Susan Vernon, änka, omkring 35 år. Manipulativ och förförisk. Försöker gifta bort sin unga dotter Frederica och själv hitta ett ännu bättre parti.
- Frederica Vernon, dotter till Lady Susan.
- Catherine Vernon, svägerska till Lady Susan.
- Charles Vernon, svåger till Lady Susan.
- Reginald De Courcy, bror till Mrs. Vernon.
- Lady De Courcy, mor till Mrs. Vernon.
- Alicia Johnson, Lady Susans närmsta vän och den hon anförtror alla sina manipulativa planer.

## Filmatiseringar
Lady Susan filmades av Whit Stillman med titeln Love & Friendship (efter ett annat av Austens tidiga verk). Den visades på Sundance Film Festival i januari 2016 och fick biopremiär i USA den 13 maj 2016. Filmens huvudroller spelas av Kate Beckinsale, Chloe Sevigny, Xavier Samuel och Stephen Fry.

## Utgivning
- Lady Susan (1871)
  - Austen, Jane; Eva Liljegren (1993). Lady Susan. Fischer. ISBN 978-91-7054-705-8. http://libris.kb.se/bib/7596465. Läst 2 mars 2023 (svenska)